# حزب البعث السوداني
حزب البعث السوداني هو حزب سياسي في السودان. يقود الحزب محمد علي جادين.
نشأ الحزب من انشقاق داخل حزب البعث العربي الاشتراكي - وطن في السودان المؤيد للعراق في عام 2002. ظل الفصيل السوداني الآخر بقيادة كمال بولاد في الحزب العربي.